# Manoel de Oliveira
Manoel Cândido Pinto de Oliveira (ur. 11 grudnia 1908 w Porto, zm. 2 kwietnia 2015 tamże) – portugalski reżyser, scenarzysta i montażysta filmowy.

## Życiorys
Urodził się w Porto, w rodzinie przemysłowców. Debiutował jako aktor w 1928. W 1930 zadebiutował jako reżyser-dokumentalista. Pierwszy film fabularny stworzył w 1942 – Aniki-Bobó. Opowiadał o życiu codziennym dzieci w Porto.
W swojej długoletniej karierze wielokrotnie współpracował z aktorami Leonor Silveirą i Luísem Miguelem Cintrą, a także producentem Paulo Branco.

## Filmografia (po portugalsku)

### Reżyseria
- 1931 – Douro, Faina Fluvial
- 1932 – Estátuas de Lisboa
- 1938 – Miramar, Praia das Rosas
- 1938 – Já se Fabricam Automóveis em Portugal
- 1941 – Famalicão
- 1942 – Aniki-Bobó
- 1956 – O Pintor e a Cidade
- 1963 – Acto da Primavera (dokumentalny)
- 1964 – A Caça
- 1965 – As Pinturas do meu irmão Júlio (dokumentalny)
- 1966 – O Pão (dokumentalny)
- 1972 – O Passado e o Presente
- 1974 – Benilde ou a Virgem Mãe
- 1979 – Amor de Perdição (filme)
- 1981 – Francisca
- 1982 – Visita ou Memórias e Confissões
- 1983 – Nice - À propos de Jean Vigo
- 1983 – Lisboa Cultural
- 1985 – Atłasowy trzewiczek (Le soulier de satin)
- 1985 – Simpósio Internacional de Escultura em Pedra
- 1986 – O Meu Caso
- 1988 – Os Canibais
- 1990 – Non, ou a Vã Glória de Mandar
- 1991 – Boska komedia (A Divina Comédia)
- 1992 – O Dia do Desespero
- 1993 – Vale Abraão
- 1994 – A Caixa
- 1995 – Klasztor (O Convento)
- 1996 – Party (film)
- 1997 – Viagem ao Princípio do Mundo
- 1998 – Inquietude
- 1999 – A Carta
- 2000 – Palavra e Utopia
- 2001 – Porto da Minha Infância
- 2001 – Vou para Casa
- 2002 – Momento
- 2002 – O Princípio da Incerteza
- 2003 – Ruchome słowa  (Um Filme Falado)
- 2004 – O Quinto Império
- 2005 – Do Visível ao Invisível
- 2005 – Espelho Mágico
- 2006 – Belle Toujours
- 2006 – O Improvável não é Impossível
- 2007 – Cristóvão Colombo – O Enigma
- 2008 – Romance de Vila do Conde
- 2008 – O Vitral e a Santa Morta
- 2009 – Singularidades de uma Rapariga Loura
- 2010 – Cinema 3
- 2010 – Dziwny przypadek Angeliki (O Estranho Caso de Angélica)
- 2011 – Painéis de São Vicente de Fora - Visão Poetica
- 2012 – Mundo Invisível
- 2012 – Gebo et l'ombre
- 2013 – Centro Histórico
- 2013 – A Missa do Galo
- 2014 – Chafariz das Virtudes
- 2014 – O Velho do Restelo

### Jako aktor
- 1928 – Fátima Milagrosa, reż. Rino Lupo
- 1933 – A Canção de Lisboa, reż. Cotinelli Telmo
- 1980 – Conversa Acabada, reż. João Botelho
- 1994 – Lisbon Story, reż. Wim Wenders

### Filmy dokumentalne
- 1937 – Os Últimos Temporais: Cheias do Tejo
- 1958 – O Coração
- 1964 – Villa Verdinho: Uma Aldeia Transmontana
- 1987 – Mon Cas
- 1987 – A Propósito da Bandeira Nacional

## Nagrody
- Europejska Nagroda Filmowa
  - Nagroda FIPRESCI: 1997 Viagem ao Princípio do Mundo
  - Nagroda Honorowa: 2007
- Nagroda na MFF w Cannes Nagroda FIPRESCI: 1997 Viagem ao Princípio do Mundo
- Nagroda na MFF w Wenecji
  - Nagroda Specjalna Jury: 1991 Boska komedia
  - Nagroda UNESCO: 2001 Porto da Minha Infância
  - Nagroda SIGNIS: 2003 Um Filme Falado
  - Honorowy Złoty Lew za całokształt twórczości: 2004
- David di Donatello Nagroda im. Luchino Viscontiego: 1994